# Joseph Connolly (Politiker)
Joseph Connolly (irisch Seosamh Ó Conghaile; * 19. Januar 1885 in Belfast; † 18. Januar 1961) war ein irischer Politiker der Fianna Fáil.
Connolly war von 1928 bis 1936 Mitglied des Seanad Éireann. Während dieser Zeit war er vom 9. März 1932 bis zum 8. Februar 1933 Minister für Post und Telegraphie sowie danach vom 8. Februar 1933 bis zum 29. Mai 1936 Minister für Landwirtschaft und Fischerei.